# هم‌خوابگی (فیلم)
هم‌خوابگی یا دانش جسمانی (به انگلیسی: Carnal Knowledge) محصول سال ۱۹۷۱ میلادی، یک فیلم درام به کارگردانی مایک نیکولز و نویسندگی جولز فایفر و با بازی جک نیکلسون ، آرت گارفانکل و آن مارگرت است.

این اثر نامزد جایزه گلدن گلوب بهترین بازیگر مرد فیلم درام (جک نیکلسون)، نامزد جایزه گلدن گلوب بهترین بازیگر نقش مکمل مرد (آرت گارفونکل)، نامزد جایزه اسکار بهترین بازیگر نقش مکمل زن (آن مارگرت) و برنده جایزه گلدن گلوب بهترین بازیگر نقش مکمل زن (آن مارگرت) شد.